# Gerhard Bechtold
Gerhard Bechtold (* 15. Februar 1929 in Stuttgart-Heslach) ist ein ehemaliger deutscher Fußballtorwart.

## Karriere
In seiner Jugend spielte Bechtold für die Sportfreunde Stuttgart, den TSV Harthausen und die Stuttgarter Kickers. Im Jahre 1948 gelang ihm auch der Sprung in die erste Mannschaft und spielte dort Erstligafußball in der Oberliga Süd. 
Nach neun Jahren bei den Kickers wechselte Bechtold schließlich zum Ligakonkurrenten TSV 1860 München, wo er 75 Spiele absolvierte.